# 大石橋市
大石橋市（だいせききょう-し）は中華人民共和国遼寧省営口市に位置する県級市。遼東半島西北部に位置し、マグネシウムを多く産することから「鎂（マグネシウム）の都」とも称される。

## 歴史
旧石器時代の遺跡「金牛山遺跡」がある。秦には遼東郡に属し、漢代には玄菟郡に属した。唐代には安東都護府に属した。1909年（宣統元年）、清朝により設置された営口庁を前身とする。中華民国が成立すると1913年（民国2年）に営口県と改称、1938年には営口県は、海城県と蓋県に分かれた。1946年4月に再び営口県に統合され、1992年11月28日に大石橋市に改編され現在に至る。

## 行政区画
5街道弁事処、13鎮を管轄する。
- 街道弁事所：石橋街道、青花街道、金橋街道、鋼都街道、百寨街道
- 鎮：水源鎮、溝沿鎮、石仏鎮、高坎鎮、旗口鎮、虎荘鎮、官屯鎮、博洛鋪鎮、永安鎮、湯池鎮、建一鎮、黄土嶺鎮、周家鎮

## 交通

### 鉄道
- 大石橋駅 - 瀋大線、営口線（中国語版）の接続駅

### 道路
- 高速道路
  -  瀋海高速道路
  -  丹錫高速道路
  -  奈営高速道路（中国語版）
- 国道
  -  G202国道
  -  G305国道（中国語版）